# Тенелюбы
Тенелю́бы (лат. Melandryidae) — семейство насекомых из подотряда разноядных жуков.

## Описание
Жуки длиной от 2 до 20 мм. Тело обычно удлинённое. Усики 10-сегментные, нитевидные, пиловидные или утолщённые к вершине. Имеют хорошо развитые глаза, на переднем крае часто с выемкой, без лопастевидных расширений.

## Биология
Личинки живут под корой или в гниющей древесине, имаго (род Osphya) встречаются на листве и цветах.

## Палеонтология
Древнейшие тенелюбы были найдены в меловом бирманском янтаре. Также известны из балтийского янтаря.

## Систематика
К тенелюбам относят некоторые роды из семейства Tetratomidae.